# アルティオム・キウレヤン
アルティオム・キウレヤン (Artiom Kiouregkian、1976年9月9日-)は、ギリシャのレスリング選手。2004年アテネオリンピックレスリンググレコローマンスタイル55kg級の銅メダリストである。

## 実績
- オリンピック
  - 2004年アテネオリンピック　銅メダル
- ヨーロッパ選手権
  - 2位　2004年